# Tripteridia ni
Tripteridia ni là một loài bướm đêm trong họ Geometridae.